# Zenkó Suzuki
Zenkó Suzuki (11. ledna 1911 – 19. července 2004) byl japonský politik. V letech 1980–1982 byl premiérem Japonska. Byl představitelem Liberální demokratické strany, dominantní síly japonského politického systému ve 2. polovině 20. století, kterou roku 1955 pomáhal zakládat.

## Život
Premiérem byl jmenován po náhlém úmrtí Masajoši Óhiry, který zemřel na srdeční infarkt během předvolební kampaně. Óhirova smrt zajistila mimořádnou přízeň voličů, takže po volbách Suzuki disponoval v parlamentu nejsilnější většinou za řadu let. Mnoho výhod mu to však nepřineslo, neboť v té době docházelo v japonských politických stranách ke štěpení a zvratům, což ho nutilo k častým obměnám kabinetu. Roku 1982 se navíc rozhodl nekandidovat znovu na předsedu strany, a tím ztratil i křeslo premiéra.